# Sestra obtusaria
Sestra obtusaria är en fjärilsart som beskrevs av Walker 1862. Sestra obtusaria ingår i släktet Sestra och familjen mätare. Inga underarter finns listade i Catalogue of Life.